# 豊山勝男
豊山 勝男（ゆたかやま かつお、1937年8月18日 - ）は、新潟県新発田市出身で時津風部屋に所属した元大相撲力士。本名は内田 勝男（うちだ かつお）。最高位は東大関。現役時代の体格は189cm、137kg。得意手は突っ張り、右四つ、吊り、寄り、上手投げ。元日本相撲協会理事長（第8代）。

## 来歴

### 学生横綱から角界入り
母子家庭に育ち、苦学しながら文武両道に励んだ。新潟県立新発田商工高等学校定時制在学中は陸上（投擲競技）や野球で活躍。一時はプロ野球の有名球団からの誘いもあったが、OBである先生の勧めにより東京農業大学農学部農芸化学科に進学し、相撲部に入部。相撲の経験は無かったが4年次には学生横綱となり、その実績が認められて1961年3月場所に時津風部屋から、異例の幕下10枚目格付出という破格待遇で初土俵を踏んだ。もともと農大相撲部は長年出羽海部屋で稽古し、農大相撲部長で日本学生相撲連盟会長の南礼蔵教授と出羽海親方の関係もあり、当初は出羽海部屋に入門する予定であったが、時津風（元横綱双葉山）の命を受けた鏡里（当時は年寄・粂川）が直々の使者となり、熱心な説得を受けて翻意して最終的に時津風部屋を選んだ。内田本人は憧れだった双葉山の弟子になりたかったのが本心だった。そのため本場所土俵に立つと出羽海勢の総攻撃を浴びた。
同年9月場所に十両に昇進。11月場所で全勝優勝を果たして2場所で十両を通過、1962年1月場所に新入幕を果たし、本名の内田から「豊山」に改名。この場所では12勝を挙げ、これが初土俵から初の幕内2ケタ勝利を果たすまでの最速記録（当時）となった。1963年3月場所には幕内所要7場所で大学卒の力士として初めて大関に昇進し、“インテリ大関”と評された。小結昇進迄は負け越し知らず、大関昇進直前の3場所は12勝、12勝、13勝と連続して好成績（何れも殊勲・敢闘の両賞受賞）を挙げ、早い時期に横綱となり「“鵬豊時代”到来か」とも期待された。大関昇進を果たすことが確定的になった1963年1月場所13日目の大鵬戦は、がっぷり左四つで右上手を取り、じっくり構え、気を見て上手投げで崩してからの寄り切り、という流れであった。新入幕から大関昇進までの7場所のうち4度で雷電賞（1962年1月場所、9月場所、11月場所、1963年1月場所）を受賞していて、これは史上最多タイである。
だが、新大関の場所で初日、前頭5枚目金乃花に敗れると7勝8敗と負け越し、13勝を3度、12勝も1度挙げながら大事な一番になると硬くなって取りこぼすなど優勝に恵まれず、「豊山火山はいつ噴火するのか」等と言われたが、遂に横綱昇進は果たせず未完の大器に終わった。右でも左でもがっぷりになれば大鵬に対しても分がよく、両まわしを引いて動きが止まれば幕内最強といわれるほど迫力があった。3代目豊山は「昔の映像を何度も見ています。初代も本当は力ずくでいきたいタイプだと思います。でも突っ張りがダメなら右四つに組み止めて、それでも勝ってきた。参考にさせてもらっています」と2021年9月場所前に語っていた。だが、大関昇進後は“豊山の後ろ投げ”といわれた四つになると反り身になって相手を振り回すように後ろに投げ捨てる技が「大関らしくない」と批判され改めたり（これについては、同門の鶴ヶ嶺が「気にすることはない。あれはあなたの個性なんだから遠慮なくやったらいい」とアドバイスした）、突っ張り得意の佐田の山を突っ張り合いで逆に突き出す程の威力を持っていた強烈な上突っ張りが影を潜めたりするなど取り口が変化し、「迷いと言えば豊山」と言われるほど思い切りのない相撲が目立つようになった。その取り口から、評論家も「あれは、いったい何を考えているんでしょう」と歯ぎしりしていた。更に腰を痛め、大鵬の全盛期とぶつかったこと等もあり優勝は果たせなかった。1964年7月場所には11日目に優勝争いの単独トップに立ちながら12日目大関栃光、14日目横綱栃ノ海に敗れて前頭9枚目富士錦に優勝をさらわれた。また1968年3月場所では13日目に単独トップに立ったが14日目小結麒麟児（のち大麒麟）を寄り立てながらうっちゃりで敗れ、千秋楽は関脇清國に立合いから押し込まれて完敗、結局前頭8枚目若浪が優勝した。富士錦、若浪とも平幕優勝でかつ横綱・大関との対戦はなかった。
初の大関角番（1958年に現行の年6場所制が実施されてから1969年7月場所までは2回連続で負け越して角番、3場所連続負け越しで大関陥落の規定だった）は、引退する前年の1967年、3月場所に5勝10敗と皆勤負け越し、5月場所で僅か1勝の後途中休場した翌7月場所だった。同場所は10勝5敗と、3場所ぶりに勝ち越して角番を脱した。しかし1968年7月場所に7勝8敗と負け越して臨んだ1968年9月場所、5日目迄4勝1敗とまずまずの滑り出しだったが6日目から10連敗して4勝11敗、大関玉乃島に上手一本で吊り出されたり、前頭4枚目二子岳の変化についていけず土俵中央で足をすべらせたりするなど、かつての大器ぶりからは考えられない負け方が目立った。これにより自身大関の地位で通算9回目、かつ合計2回目となる2場所連続の負け越しを喫してしまう。
その1968年9月場所千秋楽当日の夜、時津風部屋の打ち上げの席で豊山自ら現役引退を発表。記者会見では「未練はあるが自信がない」と語った。玉の海梅吉は、「勝負師としては獰猛な野生の肉食動物になりきれない男だった。」と評した。
なお大関数在位34場所は、当時北葉山の30場所を超える史上1位であり、その後貴ノ花（50場所・現在史上3位）に抜かれるまでの最長記録だった。場所後は年寄・錦島を襲名した。

### 時津風部屋継承
引退直後に師匠時津風（元横綱双葉山）が死去し、元横綱鏡里の立田川親方が直後に時津風部屋を継承した。しかし、ある時を過ぎる頃、時津風未亡人が「時津風は平素、『豊山に部屋を継がせたい』と言っていた」と証言。遺言状はなかったが、立田川があっさり身を引くという複雑な経緯を経て豊山が年寄・時津風を襲名して、31歳の若さで双葉山相撲道場以来の伝統を誇る名門部屋を継承した（鏡里は再び立田川を襲名し、2年後に他の部屋付き親方と共に立田川部屋を興した）。時津風部屋後援会「双葉山会」の笹山忠夫会長や永田雅一が、部屋の土地を買い取るために、亡き師匠の子飼いの直系弟子で31歳と若い豊山なら資金を出すが、粂川部屋から序二段で移籍した預かり弟子だった45歳の鏡里なら資金を出さない意向だった背景もあった。時津風理事長は親友の玉の海梅吉に「これからの時代は、大学を出て、先を見る能力のある男でないと協会運営はできない。ゆくゆくは豊山を時津風にしたい。」と生前言っていたという。
関脇蔵間、小結豊山、双津竜等、多くの関取を育てた。部屋の師匠としては「礼に始まり礼に終わる」という12代時津風からの教えを継承し、指導方法が各部屋付き年寄などによって異なると力士が混乱してしまうので、コーチ会議を開いて個人個人にどう教えたらよいか、意見統一して指導するようにしていた。

### 相撲協会幹部として
引退からわずか2年後の1970年に時津風一門の代表として32歳5ヶ月の若さで日本相撲協会理事に選出される（日本相撲協会理事としては歴代最年少記録）。地方場所部長（九州場所担当）や生活指導部長などを歴任した後、1982年の役員人事で出羽海と共に協会執行部である在京常勤役員に抜擢され、両国国技館建設に邁進する春日野理事長・二子山理事長代行兼事業部長体制を支える要の位置に就いた。1992年の出羽海理事長体制になると同時に協会ナンバー2の事業部長に就任する。
1998年には60歳5ヶ月で第8代日本相撲協会理事長へ就任する。力士出身としては初の大卒理事長であり、最高位が大関の理事長も初めてだった。
理事長としては2期4年在職し、前代の境川理事長時代に混乱した年寄名跡改革問題等、角界の収拾に当たった。具体的には「大関経験者の時限付年寄襲名の許可と準年寄制度の創設」により年寄襲名の融通を図り、また 「年寄名跡の複数所有・貸借禁止」を打ち出して年寄名跡の高騰売買や不透明さに切り込んだ。また幕下付出の基準設定厳格化（2000年9月）、外国人力士の入門規制強化（2002年1月）といった施策を行った。
時津風理事長時代の2000年9月、横綱審議委員会のメンバーに史上初めての女性委員となる内館牧子（脚本家・小説家）を任命し、内館は2010年1月迄の約10年間横審委員を務めた（ほか時津風理事長は、同時期に女優・吉永小百合にも横綱審議委員への打診をしたが、吉永は「相撲には詳しくないから」との理由で断られたという）。
理事長として最後の場所となった2002年1月場所千秋楽の協会御挨拶では「自分の言葉で御礼を申し上げたい」と挨拶状を持たずに挨拶し、観客を唸らせた。その後相談役に退き、最後は後継に指名した元双津竜の錦島親方と名跡を交換、1日だけ年寄・錦島に戻って停年退職した。部屋の継承を巡り騒動になるケースが大部屋では多いが、豊山には実子がいなかったためすんなりと錦島への禅譲で話が進んだ。2007年の時津風部屋力士暴行死事件で元双津竜が解雇された後の後継選びにも取りまとめ役として動き、後継に決まった時津海の断髪式では止め鋏を入れた。
2020年9月場所で部屋の後輩であり東農大の後輩でもある正代が最後まで優勝争いに絡んだことで、千秋楽の日には12代時津風の墓前で正代の優勝を祈願。正代が優勝を果たして場所後に大関に昇進した際には、伝達式にも立ち会った。
2021年8月18日、84歳の誕生日を迎えた。記録が明確な明治以降の大関以上の力士では最年長で、87歳となった2024年現在も最高齢記録を更新中である。

## エピソード
- 無口でインタビューには答えないが、美男で独身ということから、佐々木味津三(みつぞう)の小説『むっつり右門捕物帖』から取られて「むっつり右門」と呼ばれた[1]。
- 年寄時代終盤より学生相撲選手を有望な新弟子に仕上げるべく母校・東京農業大学相撲部の指導を本格的に行うようになり、現在でも指導に参加することがあるという。年寄時代終盤の弟子で16代時津風を継いだ時津海が母校の後輩であることもあり、親方を退いた現在でも東農大出身の力士の殆どが時津風部屋に在籍している。
- 豊山は師匠の12代時津風に関しては「師匠は包容力のある温かみのある方だった。晩年は稽古場に降りると、連日2時間ほど実地の指導をしてくれた。亡くなる寸前まで『相撲道を究めることはいまだにできない。だから、お前が4年や5年で分かるはずがない。頑張れや』と、すべての面で完成された師匠が励ましてくれたことを、私は常に胸の中にたたきこんでいる」と、後年回顧しつつ語っている[7]。
- 佐藤栄作がファンだった。媒酌人は同郷の田中角栄が務めた。
- 故郷の新発田市には「ドライブイン豊山」という食堂がある。豊山勝男・豊山広光と同食堂の先代社長は親友同士で、故郷に豊山の名前を残したいということでこの店名になった。
- 体格に恵まれ、また当時の力士としてはかなりの男前で、アイドル力士の先駆けのような存在であり、女性人気も高かった。その一方中学卒が殆どの角界にあって大学相撲出身故の苦労も多かったという。中でも時津風部屋入門に至るまでの前述のような経緯から、佐田の山が「学生さんにゃ負けられませんよ」、さらには「褌担ぎもした事のない内田に負けてたまるか」とライバル心を剥き出しにするといった話を始めとして出羽海部屋勢からは敵意を向けられていたという。ただ、佐田の山が敵意を向けたことは報道などが大げさに取り上げた面もあり、「負けたら髷を切る」などいう文言でファンを盛り上げた面もあったが、引退後に佐田の山自身としてもそれは弁解するつもりは無いと言いつつも、「一種の演出」であったと注釈を付けている。佐田の山は親方になって以降、自身と同じく部屋の師匠となった豊山に対して「現役時代はよくやっていましたよ本当に。学生相撲から入ってきて、ワシなんかよりうんと苦労したと思うんです。人に言われるというより自分自身で、人がああ思っているんじゃないか、こう思っているんじゃないかと…。それに耐えて立派に大成したのですし、本当にえらいと思います」[20]
- 現役時代に自身の師匠を務めていた時津風こと双葉山が保持している幕内69連勝の記録まであと一歩となる63連勝を達成した白鵬の話題について「記録の価値を対比させるのは、間違っている。優劣を論じること自体が、不敬だと思うな」とコメントを寄せていた。[21]停年後にNHKのラジオの大相撲中継にゲスト出演した時も、白鵬の土俵上での所作を指摘して、（徳俵に足を踏み付ける行為等）自身の現役時代に師匠の双葉山から場所中でも土俵上の所作はこうしなければいけないと指導を受けていたというエピソードを披露した。
- 理事長時代、休場と不振続きだった横綱・曙太郎が1999年1月場所の最中、周囲に極秘のまま突如引退届を提出した。しかし、時津風は曙に対し「今はじっくりと怪我を治す事だけに専念しなさい。進退を考えるのはそれからだ」と笑顔で励まし慰留した為、曙は引退を撤回した。後年の曙は「理事長まで行く途中（師匠や後援会等）で止められるのではと思ったが、まさか理事長で止められるとは思ってもいなかった」と述べている。
- 1970年に32歳で相撲協会理事に就任したのは歴代最年少だが、2002年に停年に絡むため理事長を退任するまで32年間相撲協会理事を務めていた。これは、歴代理事最長の在任記録である。一方で1998年に理事長に就任したのは、60歳5ヶ月でこちらは就任時は歴代最高齢での就任だった（その後、武蔵川〈元横綱・三重ノ海剛司〉が60歳7ヶ月、放駒〈元大関・魁傑将晃〉が62歳5ヶ月で理事長に就任したため、現在は歴代3位の高齢就任）。
- 2015年10月21日から28日まで東京都美術館で開かれた「第66回一線展」に「屋久島」というタイトルの作品を出品。大相撲の優勝額（縦317cm、横228cm）と同じくらいの大きさもある作品で、訪れた人たちは「さすがに元力士だけにスケールが違う」と感心していた。豊山は停年後に母校の成人学校に通学し絵画教室に参加、腕を磨いてきた。[22]
- 幕内時代の豊山は、優勝次点を合計8回も記録しながら、悲願の幕内優勝は一度も達成出来なかった（更に優勝決定戦進出・優勝同点もゼロだった）[2][注 7][注 8]。

## 主な成績
- 通算成績：413勝245敗8休　勝率.628
- 幕内成績：373勝234敗8休　勝率.614
- 大関成績：301勝201敗8休　勝率.600
- 通算在位：46場所
- 幕内在位：41場所
- 大関在位：34場所（大関在位数当時歴代1位、現在歴代9位）
- 三賞：7回
  - 殊勲賞：3回（1962年9月場所、1962年11月場所、1963年1月場所）
  - 敢闘賞：4回（1962年1月場所、1962年9月場所、1962年11月場所、1963年1月場所）
- 雷電賞：4回（1962年1月場所、1962年9月場所、1962年11月場所、1963年1月場所）
- 金星：1個（柏戸1個）
- 各段優勝
  - 十両優勝：1回（1961年11月場所：15戦全勝）

### 場所別成績
| | 一月場所 初場所（東京） | 三月場所 春場所（大阪） | 五月場所 夏場所（東京） | 七月場所 名古屋場所（愛知） | 九月場所 秋場所（東京） | 十一月場所 九州場所（福岡） |
| --- | ----------------------- | ----------------------- | ----------------------- | --------------------------- | ----------------------- | --------------------------- |
| 1961年 （昭和36年） | x                       | 東幕下付出10枚目 5–2    | 東幕下7枚目 5–2         | 東幕下筆頭 6–1              | 西十両14枚目 9–6        | 西十両7枚目 優勝 15–0       |
| 1962年 （昭和37年） | 東前頭9枚目 12–3 敢     | 東前頭3枚目 9–6         | 西張出小結 7–8          | 西前頭筆頭 7–8 ★            | 西前頭2枚目 12–3 敢殊   | 東関脇 12–3 敢殊            |
| 1963年 （昭和38年） | 東関脇 13–2 敢殊        | 西大関 7–8              | 西張出大関 13–2         | 東大関 10–5                 | 西張出大関 13–2         | 東大関 9–6                  |
| 1964年 （昭和39年） | 西大関 8–7              | 西張出大関 10–5         | 西大関 9–6              | 西張出大関 13–2             | 東大関 11–4             | 西大関 10–5                 |
| 1965年 （昭和40年） | 西大関 9–6              | 西大関 11–4             | 東大関 11–4             | 東大関 10–5                 | 東大関 5–10             | 東張出大関 8–7              |
| 1966年 （昭和41年） | 東大関 10–5             | 東大関 10–5             | 東大関 9–6              | 東大関 8–7                  | 東大関 7–8              | 東張出大関 9–6              |
| 1967年 （昭和42年） | 東張出大関 9–6          | 東張出大関 5–10         | 西張出大関 1–6–8        | 西張出大関 10–5             | 東大関 6–9              | 西張出大関 10–5             |
| 1968年 （昭和43年） | 西大関 7–8              | 西張出大関 12–3         | 西大関 10–5             | 西大関 7–8                  | 西張出大関 引退 4–11–0  | x                           |
| 各欄の数字は、「勝ち-負け-休場」を示す。 優勝 引退 休場 十両 幕下 三賞：敢=敢闘賞、殊=殊勲賞、技=技能賞 その他：★=金星 番付階級：幕内 - 十両 - 幕下 - 三段目 - 序二段 - 序ノ口 幕内序列：横綱 - 大関 - 関脇 - 小結 - 前頭（「#数字」は各位内の序列） |                         |                         |                         |                             |                         |                             |

### 幕内対戦成績
| 浅瀬川 | 7  | 1  | 一乃矢   | 2     | 0    | 岩風     | 11 | 2 | 宇多川   | 1  | 1  |  |  |  |
| 追手山 | 1  | 0  | 大晃     | 3     | 1    | 小城ノ花 | 12 | 3 | 海乃山   | 25 | 4  |  |  |  |
| 開隆山 | 15 | 2  | 柏戸     | 8     | 20   | 金乃花   | 8  | 2 | 北の富士 | 12 | 14 |  |  |  |
| 清國   | 17 | 10 | 麒麟児   | 5     | 9    | 高鉄山   | 7  | 1 | 琴ヶ濱   | 2  | 1  |  |  |  |
| 琴櫻   | 7  | 16 | 佐田の山 | 15(1) | 17   | 大豪     | 19 | 5 | 大鵬     | 4  | 28 |  |  |  |
| 大雄   | 3  | 0  | 高見山   | 3     | 0    | 玉嵐     | 4  | 0 | 玉乃島   | 12 | 11 |  |  |  |
| 常錦   | 2  | 0  | 鶴ヶ嶺   | 3     | 1    | 出羽錦   | 9  | 1 | 栃東     | 0  | 4  |  |  |  |
| 栃王山 | 1  | 1  | 栃ノ海   | 8(1)  | 14   | 栃光     | 15 | 7 | 長谷川   | 7  | 9  |  |  |  |
| 花光   | 2  | 1  | 廣川     | 10    | 1    | 福の花   | 4  | 2 | 房錦     | 5  | 2  |  |  |  |
| 富士錦 | 18 | 6  | 藤ノ川   | 3     | 5(1) | 二子岳   | 2  | 1 | 前田川   | 6  | 4  |  |  |  |
| 前の山 | 6  | 2  | 禊鳳     | 1     | 1    | 明武谷   | 21 | 9 | 陸奥嵐   | 4  | 1  |  |  |  |
| 義ノ花 | 6  | 0  | 龍虎     | 1     | 0    | 若駒     | 0  | 1 | 若秩父   | 14 | 5  |  |  |  |
| 若天龍 | 3  | 1  | 若浪     | 2     | 1    | 若鳴門   | 1  | 0 | 若ノ海   | 7  | 0  |  |  |  |
| 若ノ國 | 1  | 0  | 若二瀬   | 1     | 3    | 若前田   | 1  | 0 | 若見山   | 5  | 3  |  |  |  |

## 改名歴
- 内田 勝男（うちだ かつお）1961年3月場所～11月場所
- 豊山 勝男（ゆたかやま - ）1962年1月場所～1967年3月場所
- 豊山 勝夫（ゆたかやま - ）1967年5月場所～1968年9月場所

## 年寄変遷
- 錦島 勝男（にしきじま かつお）1968年9月～1969年2月、2002年8月
- 時津風 勝男（ときつかぜ - ）1969年2月～2002年8月